# Szerhij Jurijovics Nazarenko
Szerhij Jurijovics Nazarenko (ukránul: Сергій Юрійович Назаренко; Kirovohrad, 1980. február 16. –) ukrán válogatott labdarúgó, 2016-ig  az FK Dnyipro középpályása volt. Az ukrán válogatottal részt vett a 2006-os vb-n és a 2012-es Eb-n.

## Klubpályafutása
Szerhij NazarenkoSerhiy szülővárosában, Kirovohradban (ma Kropivnickij) kezdte pályafutását, az akkor még az ukrán labdarúgó-bajnokság első osztályában szereplő Zirka Kirovohrad klubnál. 1997-ben igazolt át az Dnyipróhoz, és bár 1999. október 3-án már alkalmat kapott a bemutatkozásra az első csapatban, egészen az ukrán első osztályú bajnokság 2002–03-as idényéig csak a klub alacsonyabb osztályban játszó csapataiban kapott játéklehetőséget.
Az első osztályú bajnokság 2006–07-es idényében a Sport-Express sportújság közvéleménykutatása alapján megkapta az év legjobb játékosa címet. A FK Metalurh Doneck ellen szerzett két - és összesen 32 - góljával a Dnyipropetrovszk minden idők legjobb góllövőjévé vált, így megelőzte az addig 31 góllal rekordot tartó Oleh Venglinszkit.

## Válogatott pályafutása
Szerhij Jurijovics Nazarenko 2003. október 11-én mutatkozott be az ukrán labdarúgó-válogatottban a Macedónia ellen gól nélküli döntetlennel végződött mérkőzésen. 2009. február 11-én a Szerbia elleni barátságos mérkőzésen gólt szerzett csapatának. 2009. június 10-én a kazak labdarúgó-válogatott ellen szerzett két gólja döntő fontosságúnak bizonyult a mérkőzés megnyerésében, miután csapata az első 30 perc után már hátrányban volt. A válogatottban elért tíz góljával az ukrán nemzeti csapat harmadik legjobb góllövője Rebrov és Sevcsenko mögött.
| #   | Időpont              | Helyszín                  | Ellenfél              | Gólok | Eredmény | Torna                |
| --- | -------------------- | ------------------------- | --------------------- | ----- | -------- | -------------------- |
| 1.  | 2005. augusztus 17.  | Kijev, Ukrajna            | Szerbia és Montenegró | 2-1   | győzelem | barátságos           |
| 2.  | 2006. május 28.      | Kijev, Ukrajna            | Costa Rica            | 4-0   | győzelem | barátságos           |
| 3.  | 2006. augusztus 15.  | Kijev, Ukrajna            | AZE                   | 6-0   | győzelem | barátságos           |
| 4.  | 2008. március 26.    | Kijev, Ukrajna            | SRB                   | 2-0   | győzelem | barátságos           |
| 5.  | 2008. június 1.      | Stockholm, Svédország     | Svédország            | 0-1   | győzelem | barátságos           |
| 6.  | 2008. szeptember 10. | Almati, Kazahsztán        | Kazahsztán            | 1-3   | győzelem | 2010-es vb selejtező |
| 7.  | 2008. szeptember 10. | Almati, Kazahsztán        | Kazahsztán            | 1-3   | győzelem | 2010-es vb selejtező |
| 8.  | 2009. február 11.    | Nicosia, Ciprus           | SRB                   | 1-0   | győzelem | barátságos           |
| 9.  | 2009. június 10.     | Kijev, Ukrajna            | Kazahsztán            | 2-1   | győzelem | 2010-es vb selejtező |
| 10. | 2009. június 10.     | Kijev, Ukrajna            | Kazahsztán            | 2-1   | győzelem | 2010-es vb selejtező |
| 11. | 2009. október 10.    | Dnyipropetrovszk, Ukrajna | Anglia                | 1-0   | győzelem | 2010-es vb selejtező |

## Külső hivatkozások
- Az FK Dnyipro honlapja